# Bromelia redoutei
Bromelia redoutei là một loài thực vật có hoa trong họ Bromeliaceae. Loài này được (Baker) L.B.Sm. mô tả khoa học đầu tiên năm 1966.